# Mount Bruce
Mount Bruce ist ein markanter, 1640 m hoher Berg im ostantarktischen Viktorialand. Er ragt südlich des Stuhlinger-Piedmont-Gletschers zwischen dem Gannutz- und Barber-Gletscher in den Bowers Mountains auf. 
Entdeckt wurde er im Februar 1911 bei einer Erkundungsfahrt mit dem Forschungsschiff Terra Nova an der Nordküste Viktorialands im Rahmen der Terra-Nova-Expedition (1910–1913) unter der Leitung des britischen Polarforschers Robert Falcon Scott. Benannt ist er nach Leutnant (RNR) Wilfred Montague Bruce (1874–1953), einem Offizier an Bord der Terra Nova.